# André Motte
André Motte (Colfontaine, 1936) è uno storico delle religioni belga, specializzato nella cultura religiosa della Grecia antica.
È professore emerito all'Università di Liegi e vicepresidente del Centre International d'Étude de la Religion Grecque Antique con sede a Liegi.

## Opere
- Prairies et jardins de la Grèce antique. De la religion à la philosophie, Bruxelles, Académie Royale de Belgique, 1973, XIV-517 p.
- Contribuzione alle voci relative alla religione e alla filosofia religiosa greca nel Dictionnaire des religions, Paris, PUF, 1984, 3e éd., 1993.
- L'expression du sacré dans la religion grecque, in Julien Ries (a cura di), L'expression du sacré dans les grandes religions, Louvain-la-Neuve, Centre d'histoire des religions, vol. III, 1986, p. 109-256.
- Pèlerinages de la Grèce antique, in J. CHELINI et H. BRANTHOMME (a cura di), Histoire des pèlerinages non chrétiens, Paris, Hachette, p. 94-135 et 499-500.
- Il sacro nella natura e nell'uomo : la percezione del divino nella Grecia antica, in Julien Ries (a cura di), Trattato di antropologia del sacro, Milano, Jaca Book, vol. III, p. 213-215 et 233-257.
- Aspects du prophétisme grec, dans Prophéties et oracles en Égypte et en Grèce, Paris, Éd. du Cerf (Cahiers Évangiel, suppl. au nº 88), 1994, p. 41-78 et 106-110.
- A. MOTTE e Chr. RUTTEN (a cura di), Aristotelica. Mélanges offerts à Marcel De Corte, Bruxelles, Ousia, 1985, 383 p.
- F. JOUAN et A. MOTTE (a cura di), Mythe et politique. Actes du colloque de Liège (sept. 1989), Paris, Belles Lettres, 1990, 325 p.
- A. MOTTE e J. DENOOZ (a cura di), Aristotelica secunda. Mélanges offerts à Chr. Rutten, Université de Liège, Centre d'études aristotéliciennes, 1996, 382 p.
- A. MOTTE, V. PIRENNE-DELFORGE, P. WATHELET (a cura di), MENTOR Guide bibliographique de la religion grecque antique, Liège, Centre d'histoire des religions, 1992, 781 p.; MENTOR II (1986-1990), 1998, 531 p.
- C. BONNET e A. MOTTE (a cura di), Les syncréitsmes religieux dans le monde méditerranéen antique. Actes du colloque de Rome en l'honneur de F. Cumont (sept. 1997), Bruxelles-Rome, Institut historique belge, 1999, 402 p.
- A. MOTTE et Chr. RUTTEN (a cura di), Aporia dans la philosophie grecque, des origines à Aristote, Louvain-la-Neuve, Peeters, 2001, 458 p.